# Colonia Eréndira
Colonia Eréndira är en ort i Mexiko.   Den ligger i kommunen Zacapu och delstaten Michoacán de Ocampo, i den centrala delen av landet, 290 km väster om huvudstaden Mexico City. Colonia Eréndira ligger 2 243 meter över havet och antalet invånare är 915.
Terrängen runt Colonia Eréndira är lite bergig. Runt Colonia Eréndira är det ganska tätbefolkat, med 72 invånare per kvadratkilometer. Närmaste större samhälle är Zacapú, 8,5 km öster om Colonia Eréndira. I omgivningarna runt Colonia Eréndira växer i huvudsak blandskog.